# Петер Франк
Пітер Франк Андерсен (дан. Peter Frank Andersen, нар. 26 травня 1970) — данський футболіст, який виступав на позиції захисника.

## Клубна кар'єра
Френк розпочав кар'єру у 1988 році в команді «Фрем». У 1989 році перейшов у КБ, але в 1990 році повернувся до «Фрему». Потім грав у «Люнгбю» і «Герфельге».
В січні 1998 року перейшов у французький «Страсбур». У Лізі 1 дебютував 7 березня 1998 в матчі з «Канном» (1:0). Втім у французькому футболі заграти не зумів і провівши лише 6 ігор у чемпіонаті наступного року повернувся в Данію, де грав у командах «Академіск БК» і «Герфельге», а потім завершив кар'єру.

## Кар'єра у збірній
Франк виступів у складі молодіжної збірної Данії, з якою став півфіналістом молодіжного чемпіонату Європи 1992 року. Цей результат дозволив йому з командою поїхати і на літні Олімпійські ігри, де зіграв у двох іграх, але його команда не вийшла з групи.